# Taenaris colarima
Taenaris colarima är en fjärilsart som beskrevs av Van Eecke 1915. Taenaris colarima ingår i släktet Taenaris och familjen praktfjärilar. Inga underarter finns listade i Catalogue of Life.